# خودکار (فیلم ۲۰۰۴)
خودکار (به انگلیسی: Autograph) فیلمی هندی محصول سال ۲۰۰۴ و به کارگردانی چران است. در این فیلم بازیگرانی همچون چران، گوپیکا، سنها، مالیکا و کانیکا ایفای نقش کرده‌اند.